# Viguiera angustifolia
Viguiera angustifolia là một loài thực vật có hoa trong họ Cúc. Loài này được (Hook. & Arn.) S.F.Blake miêu tả khoa học đầu tiên năm 1916.